# John Pritchard
Pour les articles homonymes, voir Pritchard.
John Michael Pritchard est un chef d'orchestre britannique, né le 5 février 1921 à Londres et mort le 5 décembre 1989 à Daly City (Californie)

## Biographie
Élevé dans une famille de musiciens dont le père est violoniste à l'Orchestre symphonique de Londres, il étudie le violon, le piano et la direction en Italie.
Dès 1947, il est attaché au Festival de Glyndebourne, avant de devenir son directeur musical de 1969 à 1978. Il a également conduit de nombreux opéras dans les salles les plus prestigieuses à Vienne, Covent Garden, Chicago, New York, Bruxelles, puis San Francisco. Il est commandeur de l'ordre de l'Empire britannique en 1962 et anobli en 1983.
À la fin de sa carrière, il est nommé directeur musical de l'Opéra de San Francisco, un poste spécialement créé pour lui.
Renommé pour ses interprétations des opéras de compositeurs français, il a également abordé ceux de Mozart, il a également défendu la création contemporaine.